# Hütt-Brauerei
Koordinaten: 51° 15′ 40″ N, 9° 26′ 57″ O

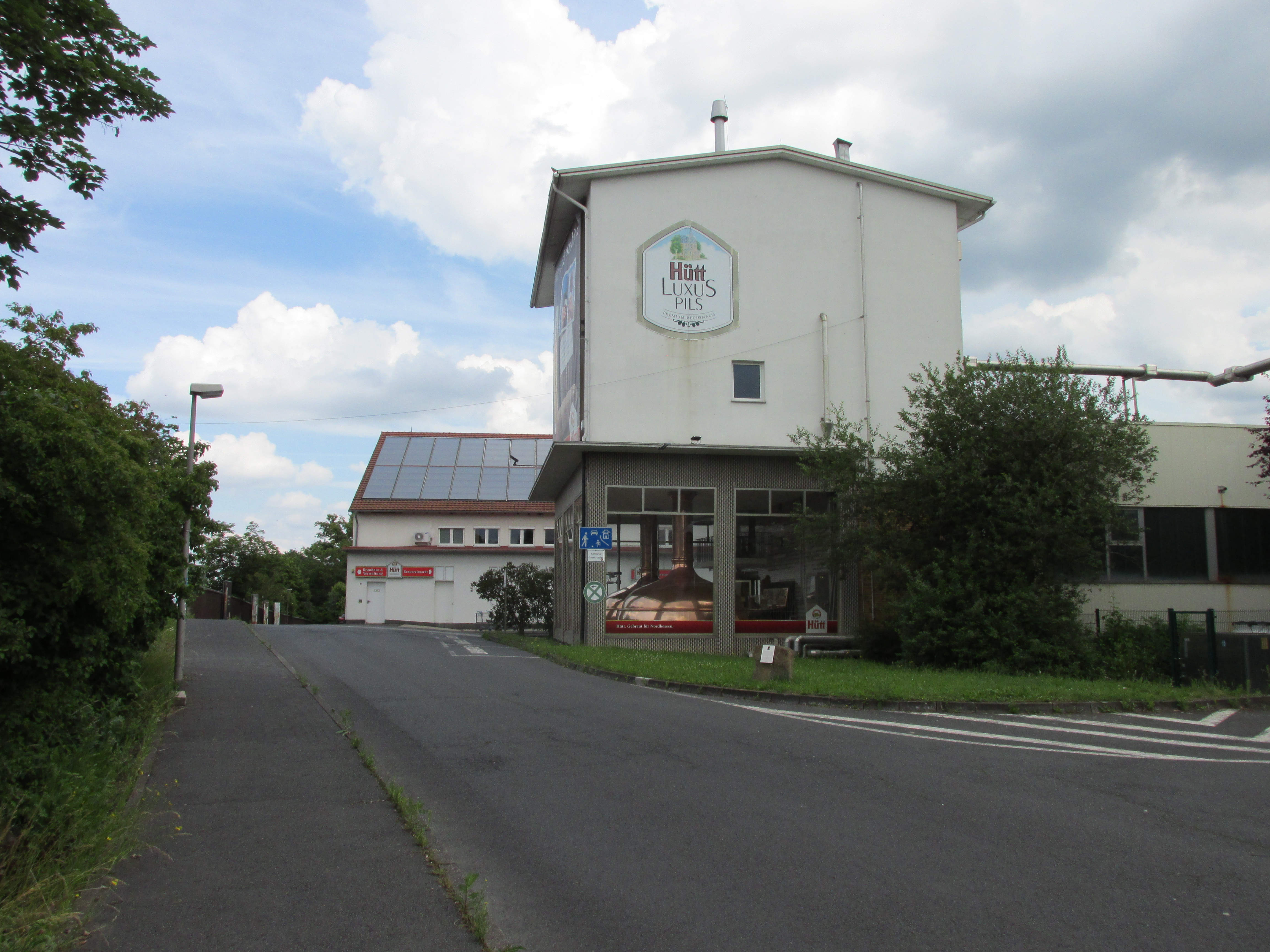
Brauhaus Knallhütte

Die Hütt-Brauerei Bettenhäuser GmbH & Co KG in Baunatal-Rengershausen ist die einzige mittelständische Privatbrauerei im Raum Kassel. Seit neun Generationen ist die Hütt-Brauerei im Familienbesitz; seit 1752 wird auf der Knallhütte Bier gebraut. Der jährliche Bierabsatz liegt bei 53.000 Hektoliter.

## Geschichte
Am 21. März 1752 wurde Johann Friedrich Pierson (* 1689) die Konzession für das „Kessel-Bier-Brauen“ erteilt. Pierson war der Sohn einer 1685 aus Metz eingewanderten Hugenotten-Familie.
Vorerst beschränkte die Konzession das Bierbrauen auf den eigenen Bedarf im Ausschank des Gasthofes.
Seit der Konzessionserteilung befindet sich die später benannte „Knallhütte“ in ununterbrochener Folge im Besitz der Nachkommen von Pierson.
Der Name „Knallhütte“ entstand vermutlich erst vor anderthalb Jahrhunderten.
Die frühere Frankfurter Straße führte über eine Steigung zur Brauerei und zum Gasthof. Die pferdebespannten Frachtwagen mussten zur Überwindung Hilfe in Form von Brauereipferden anfordern. Durch lautes Peitschenknallen machten sie auf sich aufmerksam, daher der Name „Knallhütte“.
1755 wurde Dorothea Viehmann, geb. Pierson, in der Knallhütte geboren.
Nach Pierson übernahm sein Sohn Johann Friedrich Isaak Pierson den Betrieb. Es folgte 1798 der Brauer Otto Keim, der seit 1786 mit Johann Friedrich Isaaks Tochter Anna Sabine verheiratet war.
Der nächste Besitzer war der 1796 auf der Knallhütte geborene Johann Martin Keim. Er erlebte, wie am 22. April 1809 der Dörnberg-Aufstand bei der Knallhütte niedergeschlagen wurde.
1814 war die Knallhütte die erste Station auf der Strecke des Eilpostverkehrs von Kassel nach Frankfurt.
Ab 1846 bewirtschaftete Karl Keim die Knallhütte.
Am 7. Juli 1887 wurden sämtliche Wirtschaftsgebäude durch Brandstiftung zerstört. Beim Wiederaufbau wurden Teile der alten Anlage wiederhergestellt, die Neubauten wurden im Stil der damaligen Zeit errichtet. Diese zwei verschiedenen Baustile der Jahrhunderte prägen noch heute das Erscheinungsbild der Knallhütte.
Am 12. Dezember 1850 wurde Heinrich Keim auf der Knallhütte geboren. Er übernahm 1900 den Betrieb.
Heinrich Keim vererbte die Brauerei 1931 an seine Tochter Helene, die mit Franz Bettenhäuser verheiratet war. Unter Franz Bettenhäuser wurde die Brauerei erweitert, die Gaststätte erhielt ein neues, der moderneren Zeit entsprechendes Aussehen. Als er 1945 starb, lagen Brauerei und Gasthof nahezu vollständig darnieder.
Sein Sohn Karl Bettenhäuser musste nahezu neu beginnen.
1977 hatte die Firma 225-jähriges Bestehen.
1982 kam der Sohn von Annemarie und Karl Bettenhäuser, Frank Bettenhäuser, nach seinem Studium wieder in den Betrieb. 1984 übernahm er die Geschäftsleitung des Unternehmens, am 1. Januar 1990 folgte die Umfirmung in Hütt-Brauerei Bettenhäuser KG und am 1. Januar 2003 in Hütt-Brauerei Bettenhäuser GmbH & Co KG.
Der Umsatz lag 2008 bei ca. acht Millionen Euro. Dieser wurde von 42 fest angestellten Mitarbeitern erwirtschaftet.
Es wurden 67.500 Hektoliter Bier gebraut, davon wurden ca. 30 Prozent als Fassbier abgesetzt. Zudem wurden 8.500 hl alkoholfreie Getränke produziert.
Bundesweite Aufmerksamkeit erlangte der Name der Hütt-Brauerei durch die Blockade des Castor-Transports vom 8. November 2010 mittels eines von Greenpeace umgebauten alten LKW mit noch vorhandener Aufschrift der Brauerei.
Geschäftsführer und Brauereiinhaber Frank Bettenhäuser hat eine Zusatzausbildung zum Biersommelier.

## Hessisches Löwenbier
Die ehem. Hessische Löwenbier Brauerei in Malsfeld gehört zur Hütt-Brauerei Bettenhäuser GmbH & Co. KG. Die Produkte werden seit 2015 unter dem Markennamen Hessisches Löwenbier vertrieben. Im BrauereiMuseum Malsfeld wurde Ende 2012 mit der BrauWerkstatt Malsfeld eine Spezialitätenbrauerei eröffnet.

## Brauereifest
Jedes Jahr zu Fronleichnam veranstaltet die Hütt-Brauerei ein Brauereifest in Verbindung mit dem Dorothea-Viehmann-Wandertag.